# Wahlen zum Senat der Vereinigten Staaten 1846 und 1847
Die Wahlen zum Senat der Vereinigten Staaten 1858 und 1859 zum 30. Kongress der Vereinigten Staaten fanden zu verschiedenen Zeitpunkten statt. Es waren die Halbzeitwahlen (engl. midterm election) in der Mitte von James K. Polks Amtszeit. Vor der Verabschiedung des 17. Zusatzartikels wurden die Senatoren nicht direkt gewählt, sondern von den Parlamenten der Bundesstaaten bestimmt.
Zur Wahl standen die 19 Sitze der Senatoren der Klasse II, die 1840 und 1841 für eine Amtszeit von sechs Jahren gewählt worden waren. Zusätzlich fanden für zwei dieser Sitze sowie drei der anderen beiden Klassen Nachwahlen statt, außerdem wählte der neue Bundesstaat Texas seine beiden ersten Senatoren. Das Parlament des ebenfalls neu in die Union aufgenommenen Iowa konnte sich nicht einigen, daher blieben die beiden Sitze bis 1848 vakant. Bei den Nachwahlen verloren die Demokraten einen Sitz an die Liberty Party, gewannen aber die beiden Sitze in Texas.
Von den 19 regulär zur Wahl stehenden Sitzen waren sieben von Demokraten, elf von Whigs und einer von einem Senator der Liberty Party besetzt. Acht Amtsinhaber wurden wiedergewählt (4 D, 4 W), jeweils drei Sitze konnten Demokraten und Whigs halten. Drei Sitze der Whigs gewannen die Demokraten, den Sitz der Liberty Party gewann die Free Soil Party, die noch deutlicher als diese eine abolitionistische Politik vertrat. Den Sitz in Tennessee verloren die Whigs zeitweise, da das Parlament erst verspätet wählte. Damit vergrößerte sich die Mehrheit der Demokraten, die am Ende des 29. Kongresses bei 31 gegen 24 Whigs und einen Vertreter der Liberty Party gelegen hatte, auf 34 Demokraten gegen 21 Whigs und einen Free Soiler. Mit dem Beitritt von Iowa und Wisconsin erhielten die Demokraten 4 weitere Senatoren und errangen so 38 Sitze.
Zu Veränderungen nach der Wahl siehe auch Liste der Mitglieder des Senats im 30. Kongress der Vereinigten Staaten.

## Übersicht

### Wahlen während des 29. Kongresses
Die Gewinner dieser Wahlen wurden vor dem 4. März 1847 in den Senat aufgenommen, also während des 29. Kongresses.
| Staat          | Amtierender Senator         | Partei      | Nachwahl   | Datum          | Ergebnis                               | Neuer Senator         |
| -------------- | --------------------------- | ----------- | ---------- | -------------- | -------------------------------------- | --------------------- |
| Iowa           | neuer Staat                 | neuer Staat | Klasse II  | 1846 oder 1847 | kein Kandidat errang absolute Mehrheit | vakant                |
| Iowa           | neuer Staat                 | neuer Staat | Klasse III | 1846 oder 1847 | kein Kandidat errang absolute Mehrheit | vakant                |
| Louisiana      | Alexander Barrow            | Whig        | Klasse III | 21. Jan. 1847  | Zugewinn Demokraten                    | Pierre Soulé          |
| Mississippi    | Joseph W. Chalmers, ernannt | Demokrat    | Klasse II  | 10. Jan. 1846  | bestätigt                              | Joseph W. Chalmers    |
| New Hampshire  | Benning W. Jenness          | Demokrat    | Klasse II  | 13. Juni 1846  | Zugewinn Liberty                       | Joseph Cilley         |
| North Carolina | William H. Haywood          | Demokrat    | Klasse III | 25. Nov. 1846  | Zugewinn Whigs                         | George E. Badger      |
| Texas          | neuer Staat                 | neuer Staat | Klasse I   | 21. Feb. 1846  | Zugewinn Demokraten                    | Thomas Jefferson Rusk |
| Texas          | neuer Staat                 | neuer Staat | Klasse II  | 21. Feb. 1846  | Zugewinn Demokraten                    | Sam Houston           |
| Virginia       | Isaac S. Pennybacker        | Demokrat    | Klasse I   | 21. Jan. 1847  | von Demokraten gehalten                | James M. Mason        |

- ernannt: Senator wurde vom Gouverneur als Ersatz für einen ausgeschiedenen Senator ernannt, Nachwahl nötig.
- bestätigt: ein als Ersatz für einen ausgeschiedenen Senator ernannter Amtsinhaber wurde bestätigt.

### Wahlen zum 30. Kongress
Die Gewinner dieser Wahlen wurden am 4. März 1847 in den Senat aufgenommen, also bei Zusammentritt des 30. Kongresses. Alle Sitze dieser Senatoren gehören zur Klasse II.
| Staat          | Amtierender Senator | Partei   | Datum          | Ergebnis                | Neuer Senator       |
| -------------- | ------------------- | -------- | -------------- | ----------------------- | ------------------- |
| Alabama        | Dixon Hall Lewis    | Demokrat | 1847           | wiedergewählt           | Dixon Hall Lewis    |
| Arkansas       | Chester Ashley      | Demokrat | 1846           | wiedergewählt           | Chester Ashley      |
| Delaware       | Thomas Clayton      | Whig     | 1846 oder 1847 | von Whigs gehalten      | Presley Spruance    |
| Georgia        | John M. Berrien     | Whig     | 1846           | wiedergewählt           | John M. Berrien     |
| Illinois       | James Semple        | Demokrat | 1846           | von Demokraten gehalten | Stephen A. Douglas  |
| Kentucky       | James T. Morehead   | Whig     | 1846 oder 1847 | von Whigs gehalten      | Joseph R. Underwood |
| Louisiana      | Pierre Soulé        | Demokrat | 1847           | von Demokraten gehalten | Solomon W. Downs    |
| Maine          | George Evans        | Whig     | 1846           | Zugewinn Demokraten     | James W. Bradbury   |
| Massachusetts  | John Davis          | Whig     | 1847           | wiedergewählt           | John Davis          |
| Michigan       | William Woodbridge  | Whig     | Feb. 1847      | Zugewinn Demokraten     | Alpheus Felch       |
| Mississippi    | Joseph W. Chalmers  | Demokrat | 1846 oder 1847 | von Demokraten gehalten | Henry S. Foote      |
| New Hampshire  | Joseph Cilley       | Liberty  | 1846           | Zugewinn Free Soil      | John P. Hale        |
| New Jersey     | Jacob W. Miller     | Whig     | 1846           | wiedergewählt           | Jacob W. Miller     |
| North Carolina | Willie P. Mangum    | Whig     | 1847           | wiedergewählt           | Willie P. Mangum    |
| Rhode Island   | James F. Simmons    | Whig     | 1846 oder 1847 | von Whigs gehalten      | John Hopkins Clarke |
| South Carolina | John C. Calhoun     | Demokrat | 1846           | wiedergewählt           | John C. Calhoun     |
| Tennessee      | Spencer Jarnagin    | Whig     | 1846 oder 1847 | Verlust Whigs           | vakant              |
| Texas          | Sam Houston         | Demokrat | 1847           | wiedergewählt           | Sam Houston         |
| Virginia       | William S. Archer   | Whig     | 1846           | Zugewinn Demokraten     | Robert M. T. Hunter |

- wiedergewählt: ein gewählter Amtsinhaber wurde wiedergewählt.

### Wahlen während des 30. Kongresses
Die Gewinner dieser Wahlen wurden nach dem 4. März 1847 in den Senat aufgenommen, also während des 30. Kongresses.
| Staat     | Amtierender Senator | Partei | Nachwahl  | Datum         | Ergebnis       | Neuer Senator |
| --------- | ------------------- | ------ | --------- | ------------- | -------------- | ------------- |
| Tennessee | vakant              | vakant | Klasse II | 22. Nov. 1847 | Zugewinn Whigs | John Bell     |

## Einzelstaaten
In allen Staaten wurden die Senatoren durch die Parlamente gewählt, wie durch die Verfassung der Vereinigten Staaten vor der Verabschiedung des 17. Zusatzartikels vorgesehen. Das Wahlverfahren bestimmten die Staaten selbst, es war daher von Staat zu Staat unterschiedlich. Teilweise ergibt sich aus den Quellen nur, wer gewählt wurde, aber nicht wie.
Das Second Party System bestand aus den ersten Parteien im modernen Sinne in den Vereinigten Staaten, der bis heute bestehenden Demokratischen Partei und der United States Whig Party. Zeitweise stellten auch die Liberty Party und die Free Soil Party Senatoren.